# …Famous Last Words…
…Famous Last Words… – siódmy studyjny album brytyjskiego zespołu rockowego Supertramp, wydany 29 października 1982 roku. Zawiera cztery przeboje z amerykańskiej listy Billboard: It’s Raining Again (#5), My Kind of Lady (#16), Crazy (#10), „Waiting So Long” (#30) i Don’t Leave Me Now (#32). Ostatnia płyta zespołu z udziałem Rogera Hodgsona. Wszystkie utwory sygnowane są jeszcze nazwiskami spółki autorskiej Davies/Hodgson, jednakże utwory śpiewane na płycie przez Hodgsona są napisane przez niego, natomiast śpiewane przez Davisa są autorstwa tego drugiego. Każdy z nich miał inną wizję płyty. Hodgson preferował bardziej pop rockowy klimat zbliżony do poprzedniego albumu „Breakfast in America”, natomiast Davies preferował styl progresywny, zbliżony do ich wczesnej twórczości. Zgodnie z założeniami Daviesa, głównym utworem miał być 10 minutowy „Brother Where You Bound”, który w wyniku kompromisu znalazł się w bardziej rozbudowanej wersji dopiero na następnym albumie, już bez udziału Hodgsona.

## Lista utworów
| #  | Tytuł                         | Kompozytorzy               | Wokal         | Czas |
| -- | ----------------------------- | -------------------------- | ------------- | ---- |
| A1 | „Crazy”                       | Rick Davies, Roger Hodgson | Roger Hodgson | 4:44 |
| A2 | „Put on Your Old Brown Shoes” | Rick Davies, Roger Hodgson | Rick Davies   | 4:22 |
| A3 | „It's Raining Again”          | Roger Hodgson, Rick Davies | Roger Hodgson | 4:24 |
| A4 | „Bonnie”                      | Rick Davies, Roger Hodgson | Rick Davies   | 5:37 |
| A5 | „Know Who You Are”            | Rick Davies, Roger Hodgson | Roger Hodgson | 4:59 |
| B1 | „My Kind of Lady”             | Rick Davies, Roger Hodgson | Rick Davies   | 5:15 |
| B2 | „C’est le Bon”                | Rick Davies, Roger Hodgson | Roger Hodgson | 5:32 |
| B3 | „Waiting So Long”             | Rick Davies, Roger Hodgson | Rick Davies   | 6:35 |
| B4 | „Don’t Leave Me Now”          | Rick Davies, Roger Hodgson | Roger Hodgson | 6:24 |

## Skład
- Rick Davies – śpiew, instrumenty klawiszowe
- Roger Hodgson – śpiew, instrumenty klawiszowe, gitary
- John Anthony Helliwell – saksofony, instrumenty klawiszowe
- Dougie Thomson – gitara basowa
- Bob Siebenberg – perkusja

## Gościnnie
- Claire Diament – chórki w utworze „Don’t Leave Me Now”
- Ann Wilson – chórki w utworach „Put On Your Old Brown Shoes” i „C’est Le Bon”
- Nancy Wilson – chórki w utworach „Put On Your Old Brown Shoes” i „C’est Le Bon”
- Russel Pope

## Produkcja
- Producenci – Peter Henderson, Russel Pope, Supertramp

## Pozycje na listach

### Albumy
| Lista 1982                           | Pozycja |
| ------------------------------------ | ------- |
| Notowanie amerykańskie Billboard 200 | 5       |
| Notowanie austriackie                | 1       |
| Notowanie brytyjskie UK Albums Chart | 6       |
| Notowanie francuskie                 | 1       |
| Notowanie holenderskie               | 1       |
| Notowanie kanadyjskie                | 1       |
| Notowanie niemieckie                 | 1       |
| Notowanie norweskie                  | 2       |
| Notowanie nowozelandzkie             | 5       |
| Notowanie szwedzkie                  | 2       |
| Notowanie włoskie                    | 3       |

### Single
| Rok  | Singiel              | pozycja UK           | pozycja USA                                                         |
| ---- | -------------------- | -------------------- | ------------------------------------------------------------------- |
| 1982 | „It’s Raining Again” | 7 (UK Singles Chart) | 11 (Billboard Hot 100), 5 (Adult Contemporary), 7 (Mainstream Rock) |
| 1983 | „My Kind of Lady”    |                      | 31 (Billboard Hot 100), 16 (Adult Contemporary)                     |
| 1982 | „Crazy”              |                      | 10 (Mainstream Rock)                                                |
| 1982 | „Don’t Leave Me Now” |                      | 32 (Mainstream Rock)                                                |
| 1982 | „Waiting So Long”    |                      | 30 (Mainstream Rock)                                                |

## Certyfikaty i sprzedaż
| Kraj            | Certyfikacja    | Sprzedaż |
| --------------- | --------------- | -------- |
| Francja         | platynowa płyta | 503 500  |
| Kanada          | platynowa płyta | 100 000  |
| Niemcy          | platynowa płyta |          |
| USA             | złota płyta     | 500 000  |
| Wielka Brytania | srebrna płyta   | 60 000   |